# 夏目幸子
夏目幸子（なつめ さちこ、1969年9月15日 - ）は、日本のフランス文学者、翻訳家である。和歌山県に生まれ、パリ第4大学にて博士号を取得した。1997年には、「ミシェル・レリス研究」により京都大学から文学博士号を授与された。その後、大阪外国語大学助教授を経て、現在は翻訳家として活動している。

## 著書
- ミシェル・レリス研究 自己中心主義から芸術創造によるコミュニケーションへ 大阪外国語大学学術出版委員会 1999.2
- 日仏カップル事情 日本女性はなぜモテる?　光文社、2005 (光文社新書)

## 翻訳
- フランシス・ベイコン / マイケル・ペピアット 新潮社 2005.2
- だから母と娘はむずかしい キャロリーヌ・エリアシェフ,ナタリー・エニック 白水社 2005.9
- 迷走フェミニズム これでいいのか女と男 エリザベット・バダンテール 新曜社 2006.6
- 女にさよならするために ヴァレリー・トラニアン 白水社 2006.7
- 女になりたがる男たち エリック・ゼムール 新潮社 2008.1 (新潮新書)
- 処女の文化史 アンケ・ベルナウ 新潮社 2008.6 (新潮選書)